# California Hydrogen Highway
La California Hydrogen Highway est une série de stations de ravitaillement en hydrogène en Californie. Ces stations servent à ravitailler les véhicules à hydrogène. En aout 2020, il y avait 42 stations de ravitaillement en hydrogène accessibles au public en Californie.

## Histoire
Le California Hydrogen Highway Network (CaH2Net) a été lancé en avril 2004 par le décret exécutif (EO) S-07-04, sous le gouverneur Arnold Schwarzenegger, dans le but de promouvoir les stations de ravitaillement en hydrogène en Californie.
En septembre 2006, le projet de loi 1505 du Sénat de Californie exigeait que 33 % de l'hydrogène provienne de sources d'énergies renouvelables, et d'autres initiatives ont suivi. En 2007, 25 stations étaient en service. Certaines de ces stations de ravitaillement en hydrogène ont terminé les termes de leur projet de démonstration de recherche financé par le gouvernement et ont été déclassées. En 2012, il y avait 23 stations de ravitaillement en hydrogène en Californie, dont huit étaient accessibles au public,.
En 2013, le gouverneur Brown a signé un projet de loi qui accorde un financement de 20 millions de dollars par an pour jusqu'à 100 stations. En septembre 2017, il y avait 36 stations de ravitaillement en hydrogène accessibles au public en Californie (et 4 ailleurs aux États-Unis). Selon le CARB, « en supposant que le statu quo est basé sur le réseau financé, environ 45 % du ravitaillement en hydrogène en Californie devrait provenir de sources renouvelables, et le débit prévu des 50 stations actuellement financées est inférieur à 3,5 millions de kilogrammes par an. »